# Destination Gobi
Destination Gobi är en amerikansk långfilm från 1953 i regi av Robert Wise, med Richard Widmark, Don Taylor, Max Showalter och Murvyn Vye i rollerna. Inspelad i Technicolor.

## Handling
Sam McHale (Richard Widmark) leder en grupp soldater från USA:s flotta som skickas till Mongoliet för att göra väderobservationer. De blir anfallna av japanska styrkor men räddas av en ingripande mongolisk hövding (Murvyn Vye) och hans män. Räddad från japanerna måste amerikanarna betala tillbaka sina nya värdar med sadlar för sextio hästar. Pentagon förstår inte riktigt vad sadlarna behövs till, men går med på begäran och mongolerna leder soldaterna till frihet.

## Rollista
| Richard Widmark | – CPO Samuel T. McHale   |
| Don Taylor      | – Jenkins                |
| Max Showalter   | – Walter Landers         |
| Murvyn Vye      | – Kengtu                 |
| Darryl Hickman  | – Wilbur "Coney" Cohen   |
| Martin Milner   | – Elwood Halsey          |
| Frank Welker    | – Paul Sabatello         |
| Judy Dan        | – Nura-Salu              |
| Rodolfo Acosta  | – Tomec                  |
| Russell Collins | – Lt. Cmdr. Hobart Wyatt |
| Leonard Strong  | – Wali-Akhun             |

## Om filmen
Filmen öppnas med orden:
| ” | In the Navy records in Washington, there is an obscure entry reading 'Saddles for Gobi.' This film is based on the story behind that entry--one of the strangest stories of World War II. | „ |